# 蜂須賀正元
蜂須賀 正元（はちすか まさもと、天文14年（1545年） - 元亀2年（1571年））は、戦国時代の武将。蜂須賀正利の四男。兄に正勝がいる。通称は七内。

## 略歴
兄と同じく羽柴秀吉に仕え、元亀2年（1571年）、伊勢長島の戦いに参加して討ち死にした。享年27。
側室の子に彦四郎がおり、後に益田姓に改称し、益田才蔵を称した。その子孫は徳島藩では関姓を称した。